# Голованівська районна рада
Голованівська райо́нна ра́да — районна рада Голованівського району Кіровоградської області. Адміністративний центр — селище міського типу Голованівськ.

## Склад ради
Загальний склад ради: 48 депутатів. Партійний склад ради: «Партія Регіонів» — 18, Всеукраїнське об'єднання «Батьківщина» — 12, «Народна Партія» — 10, «Народно-демократична партія» — 3, «Фронт Змін» — 2, «Єдиний центр» — 1, КПУ — 1, «Сильна Україна» — 1.

### Голова
Чушкін Олексій Іванович (нар. 1964) — районний голова від 31.10.2010, безпартійний.